# Scandinavia (hrabstwo Waupaca)
Scandinavia – wieś w Stanach Zjednoczonych, w stanie Wisconsin, w hrabstwie Waupaca.